# Dušan Andrés
Dušan Andrés  (* 23. července 1971, Opava) je český dostihový jezdec, vítěz 78. Českého derby v roce 1998 a 117. Velké pardubické steeplechase v roce 2007, díky úspěchům v rovinových i v překážkových dostizích médii přezdívaný „dostihový obojživelník“, uplatňující v dostihu svůj vlastní charakteristický styl. V rovinových i v překážkových dostizích mu náleží titul žokej.

## Sportovní úspěchy
Dušanův otec Josef Andrés byl překážkovým jezdcem a v současné době působí jako trenér. Dušan Andrés tak u koní vyrůstal. Vyučil se ve Velké Chuchli a první rovinové i překážkové dostihy odjezdil v roce 1986. O dva roky později poprvé zvítězil.
K 1. červenci 2012 má ve statistickém přehledu Jockey Clubu ČR uvedeno 606 vítězství, z toho 329 v rovinových dostizích a 277 v překážkových. K tomuto datu celkem odjel 3990 dostihů, z toho 2245 rovinových a 1745 překážkových. Z pěti u nás pořádaných klasických dostihů mu schází vítězství pouze v St. Leger (údaj k roku 2010), který ovšem vyhrál v roce 2001 na Slovensku. Ve Velké pardubické startoval do roku 2010 patnáctkrát, čtrnáctý start zakončil vítězstvím. Získal rovinový jezdecký šampionát v roce 2003 v České republice a v letech 2000 a 2001 na Slovensku. Je jedním ze tří jezdců v naší historii a v novodobé éře jediným jezdcem, který získal prvenství v Českém derby i ve Velké pardubické.
Ke známým koním, které Dušan Andrés jezdil a kteří již aktivně nezávodí, patří Glowing, Arganta, Tankred, Latén, Maskul, Eklerer, Scater. Z nich například Scater stále působí v českém chovu, Kreator byl prodán do Nizozemí, stal se otcem poměrně dobrých skokanů a dodýchal v roce 2009.

## Významná vítězství

### Rovinové dostihy
- 78. České derby, 1998, Temirkanov (GB)
- 63. OAKS, 2009, Rabbit Zamindar (GB)
- Velká jarní cena, 1996, 2005, Glowing (FR), Veto
- 56. Jarní cena klisen, 2004, Arganta (GER)
- Cena hřebčína Napajedla, 2005, Dedarina (POL)
- Gerschův memoriál, 2002, 2006, Tankred (POL), Kala Blanca (GER)
- Svatováclavská cena, 2000, 2004, Bellaboy (FR), Scyris (POL)
- Velká červnová cena, 1996, 2009, Sexman (POL), Pumpkin
- Zlatý pohár, 2000, 2005, Nazir (POL), Nolan (POL)
- Velká letní cena, 2009, Tsaroxy (IRE)
- Cena zimní královny, 1995, Idylle de la Barre (FR)
- Cena Velké Moravy, 1997, Sexman (POL)

### Překážkové dostihy
- 117. Velká pardubická steeplechase, 2007, Sixteen
- Cena Labe, 2007, Moning Let (SLO), 2011, Nikas
- Memoriál majora Miloše Svobody, 1999, Kreator (POL)
- Memoriál kpt. Rudolfa Poplera, 2002, 2006, Jubil (POL), Cesort
- Velká cena Pardubického kraje (IV. kvalifikace na VPS), 2006, Ligreta
- Cena Bargiela, 2007, Moning Let (SLO)
- Steeplechase Nera, 1997, Kreator (POL)
- Steeplechase cross country (dnes Válečníka) na 3300 m, 2003, Red Dancer (FR)
- Prvomájová steeplechase, 2008, Mandarino
- Velká cena Itálie, 2007, 2009, Cesort, Del Sole (POL)
- Cena EŽ Praha, 2009, Charccari
- Velká slušovická steeplechase, 2010, Valldemoso
- Memoriál majora Miloše Svobody, 2011, Caland (POL)
- Cena společnosti FRANCE CAR s.r.o. – (IV.kvalifikace na VPČP 2011) Valldemoso
- Zlatý pohár Chládek a Tintěra 2012 , Sokol (CAN)

### Vybraná vítězství vBratislavě
- Central European Breeder‘s Cup Mile, 2002, Soderano (POL)
- Saint Leger, 2001, Nagar (POL)
- Velká jarná cena, 2009, Funny Valentine
- Jarná cena kobýl, 2001, Pat’s Music (GER)
- Velká májová cena, 1999, 2005, Temirkanov (GB), Nazir (POL)
- Velká cena Petržalky, 1998, Vláda (IRE)
- Cena Zimnej královnej, 2000, 2001, 2003, Pat’s Music (GER), Tantra (POL).
- Dancing Theatre (IRE)
- Cena Turfu, 1991, Latén
- Tatranská cena, 2000, Bellaboy (FR)
- Karpatská cena, 2000, Nagar (POL)
- Cena Arvy, 2001, Pat’s Music (GER)

### Vítězství v rakouskémEbreichsdorfu
Stormrider Fliegerderby, 2005, Certus (FR)

## Přehled startů ve Velké pardubické
- 1991 – UTAH, pád
- 1992 – GEMER: 5. místo za Quirinem, Vianou, Rhodé a Boreen King
- 1994 – HERERA: zadržena
- 1995 – QUIRINUS: doběhl na 7. místě
- 1997 – MINI FOR: doběhl na 9. místě
- 1999 – LIZINK: pád
- 2000 – CZANKA(POL): 3. místo za Peruánem a Belovodskem
- 2001 – CZANKA(POL): pád
- 2002 – DECENT FELLOW(GER): 2. místo za Maskulem
- 2003 – LENTINI(GER): doběhl na 7. místě
- 2004 – MASKUL(USA): 4. místo za Registanou, Retrieverem a Decent Fellowem
- 2005 – RED DANCER(FR): doběhl na 6. místě
- 2006 – VAJGARA: pád
- 2007 – SIXTEEN (FR): 1. místo
- 2008 – pro zranění ve 2. dostihu dne se neúčastnil
- 2009 – HIRSCH: pád
- 2010 – VALLDEMOSO: pád
- 2011 – VALLDEMOSO: 3. místo za Tiumenem a Sixteen
- 2012 – VALLDEMOSO: 5. místo za Orphee d.B., Roninem, Tiumenem a Maljimarem
- 2013 – NIKAS: 2. místo za Orphee de Blins